# Widdringtonia
Widdringtonia is de botanische naam van een geslacht uit de cipresfamilie (Cupressaceae).

## Soorten[1]
- Widdringtonia caffra
- Widdringtonia cedarbergensis
- Widdringtonia commersonii
- Widdringtonia cupressoides
- Widdringtonia dracomontana
- Widdringtonia equisetiformis
- Widdringtonia ericoides
- Widdringtonia glauca
- Widdringtonia juniperoides
- Widdringtonia mahoni
- Widdringtonia natalensis
- Widdringtonia nodiflora
  - Widdringtonia nodiflira var. nodiflora
  - Widdringtonia nodiflora var. whytei (Afrikaanse ceder)
- Widdringtonia schwarzii
- Widdringtonia stipitata
- Widdringtonia wallichiana
- Widdringtonia wallichii
- Widdringtonia whytei